# Lopik
Lopik  è una municipalità dei Paesi Bassi di 14 290 abitanti situata nella provincia di Utrecht.

## Amministrazione

### Gemellaggi
- Sarsina
- Grebenstein
- Lezoux